# Randall Gelech
Randall Gelech (* 2. Februar 1984 in Wynard, Saskatchewan) ist ein ehemaliger kanadischer Eishockeyspieler.

## Karriere
Randall Gelech begann seine Karriere 2000 bei den Kelowna Rockets in der kanadischen Juniorenliga WHL. In seinen ersten zwei Spielzeiten konnte Gelech noch nicht in der Offensive überzeugen, erzielte in 99 Ligaspielen nur 18 Scorerpunkte. Während der Saison 2002/03 gelang ihm schließlich der Durchbruch bei den Junioren mit 25 Toren und 20 Assists. Die Rockets belegten am Ende der regulären Saison den Spitzenplatz in der WHL und gewannen schließlich in den Playoffs den President’s Cup. Im anschließenden Memorial-Cup-Turnier scheiterten die Rockets im Halbfinale an den Hull Olympiques.
Durch seine verbesserten Leistungen wurden auch die Mannschaften der NHL auf ihn aufmerksam und so wurde er im NHL Entry Draft 2003 von den Phoenix Coyotes in der siebten Runde an Position 208 ausgewählt.
In der Saison 2003/04 stieg Gelech innerhalb seiner Mannschaft zum Führungsspieler auf und war mit 30 Toren und 19 Assists bester Scorer der Rockets. Das Team spielte wieder eine gute Saison und belegte nach dem Grunddurchgang erneut den ersten Platz in der WHL. Auch in den Playoffs spielten die Rockets erfolgreich weiter und Gelech führte sie mit 10 Toren bis ins Conference-Finale, wo sie jedoch ausschieden. Trotzdem durften sie an der Memorial-Cup-Finalrunde als Gastgeber teilnehmen und gewannen schließlich auch das Turnier. Gelech gehörte mit drei Treffern zu den besten Torschützen des Turniers und wurde in das All-Star Team berufen.
Im Sommer 2004 verließ er die Junioren und wechselte zu den Utah Grizzlies aus der AHL, die als Farmteam der Phoenix Coyotes dienten. Er hatte eine solide erste Saison mit 27 Punkten und 15 Toren, womit er der zweitbeste Torschütze seines Teams war. Jedoch belegten die Grizzlies den letzten Platz in der AHL und wurden am Ende der Saison aufgelöst.
Die Phoenix Coyotes fanden in den San Antonio Rampage einen neuen Kooperationspartner in der AHL und Randall Gelech spielte fortan für das Team. Doch auch San Antonio belegte den letzten Rang in der regulären Saison und Gelech zeigte schwächere Leistungen als in der Vorsaison mit 21 Scorerpunkten und dem mit Abstand schlechtesten Plus/Minus-Wert seiner Mannschaft.
In der Saison 2006/07 spielten die Rampage wieder besser und auch Gelech fand zu alter Form zurück und stellte mit 34 Punkten eine neue persönliche Bestleistung auf. Trotzdem verpassten sie erneut die Playoffs und die Phoenix Coyotes verlängerten seinen Vertrag im Sommer 2007 nicht.
Die Detroit Red Wings verpflichteten ihn daraufhin und ließen ihn für ihr Farmteam, die Grand Rapids Griffins, spielen. Doch auch in der Saison 2007/08 hatte Gelech keinen Erfolg. Wie schon seine bisherigen Profimannschaften konnten sich auch die Griffins nicht für die Playoffs qualifizieren und er spielte mit sieben Toren und acht Assists seine bisher schwächste Spielzeit. Als er sich zu Beginn der folgenden Saison keinen Stammplatz bei den Griffins erkämpfen konnte, wurde er an Ligakonkurrent Rochester Americans ausgeliehen.
Randall Gelech hat seine Stärken im körperlich harten und defensiven Spiel, wodurch er vor allem in Unterzahlsituationen seiner Mannschaft helfen kann. Seine Schwächen hingegen ist seine niedrige offensive Produktivität sowie mangelnde Schnelligkeit.
Im August 2010 wechselte er erstmals nach Italien: Er unterzeichnete beim italienischen Serie A2 Verein WSV Sterzing Broncos einen Vertrag über ein Jahr und errang mit seinem neuen Team in der Saison 2010/11 den Meistertitel und stieg folglich in die höchste italienisch Spielklasse, die Serie A1 auf. Im Mai 2011 verlängerte Randall Gelech seinen Vertrag mit den Broncos um eine weitere Saison. Seine aktive Karriere ließ er bei den Bentley Generals in der Chinook Hockey League ausklingen.

## Erfolge und Auszeichnungen
- 2003 President's-Cup-Sieger mit den Kelowna Rockets
- 2004 Memorial-Cup-Sieger mit den Kelowna Rockets
- 2004 Memorial Cup All-Star Team
- 2011 Meister der Serie A2 mit dem WSV Sterzing Broncos

## Karrierestatistik
(Legende zur Spielerstatistik: Sp oder GP = absolvierte Spiele; T oder G = erzielte Tore; V oder A = erzielte Assists; Pkt oder Pts = erzielte Scorerpunkte; SM oder PIM = erhaltene Strafminuten; +/− = Plus/Minus-Bilanz; PP = erzielte Überzahltore; SH = erzielte Unterzahltore; GW = erzielte Siegtore; 1 Play-downs/Relegation; Kursiv: Statistik nicht vollständig)